# Guatteria oligocarpa
Guatteria oligocarpa Mart. – gatunek rośliny z rodziny flaszowcowatych (Annonaceae Juss.). Występuje endemicznie w Brazylii – w stanach Alagoas, Bahia oraz Espírito Santo. 

## Morfologia
PokrójZimozielone drzewo dorastające do 4–15 m wysokości.
LiścieMają eliptyczny kształt. Mierzą 10–30 cm długości oraz 3,5–12 szerokości. Nasada liścia jest rozwarta. Liść na brzegu jest całobrzegi.
OwocePojedyncze. Mają eliptyczny kształt. Osiągają 9–13 mm długości oraz 6–10 mm średnicy.

## Biologia i ekologia
Rośnie w lasach na terenach nizinnych.